# Abacinamento
O abacinamento ou abaçanamento (do latim vulgar abacināre: "cegar, embaciar") consistia em um suplício usado durante a Idade Média, em que a vítima era cegada com um ferro em brasa. Esta prática era já anteriormente referida por Platão e outros autores.

## Na cultura popular
- No romance Michel Strogoff, de Júlio Verne, o personagem principal é abacinado por forças tártaras após ser condenado por espionagem.[4]
- Na canção Angel of Death, da banda Slayer, é referida como uma das formas de tortura aplicadas pelo médico nazista Josef Mengele.[5]